# Sedlčany
Sedlčany (en allemand : Selčan ou Seltschan) est une ville du district de Příbram, dans la région de Bohême-Centrale, en République tchèque. Sa population s'élevait à 6 811 habitants en 2024.

## Géographie
Sedlčany se trouve à 24 km au sud-ouest de Benešov, à 31 km à l'est de Příbram et à 47 km au sud du centre de Prague.
La commune est limitée par Příčovy, Kňovice et Osečany au nord, par Prosenická Lhota et Kosova Hora à l'est, par Nedrahovice au sud-est, et par Vysoký Chlumec au sud et au sud-ouest et par Dublovice à l'ouest et au nord-ouest.

## Histoire
La première mention écrite date de 1294. Déjà au XIIe siècle, la ville est un centre important de la région.
Au XIXe siècle l'importance de la ville continue de croître avec le développement de la ligne de chemin de fer Olbramovice - Sedlčany en 1894. Le nouvel hôtel de ville est construit en 1903, près duquel est érigé le monument aux morts. À l'occasion de grandes manœuvres de l'armée tchécoslovaque en septembre 1922, le président Masaryk visite la ville.
Pendant la Seconde Guerre mondiale, une zone d'entraînement militaire est établie dans la commune par les nazis.
Après 1945 émergent de grandes installations industrielles notamment laitières.

## Patrimoine

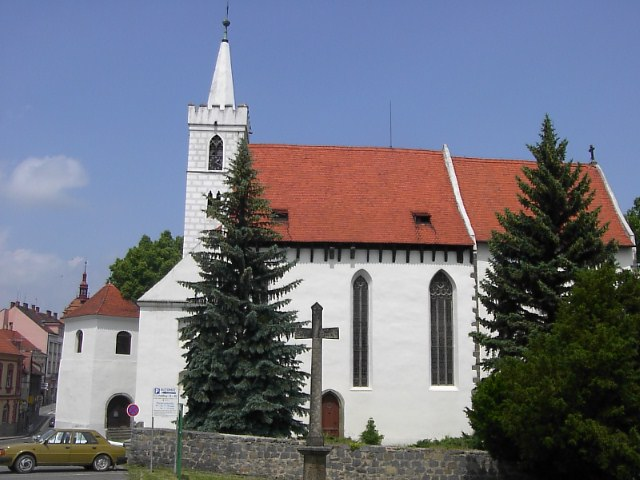
Église Saint-Martin, XIIIe siècle.
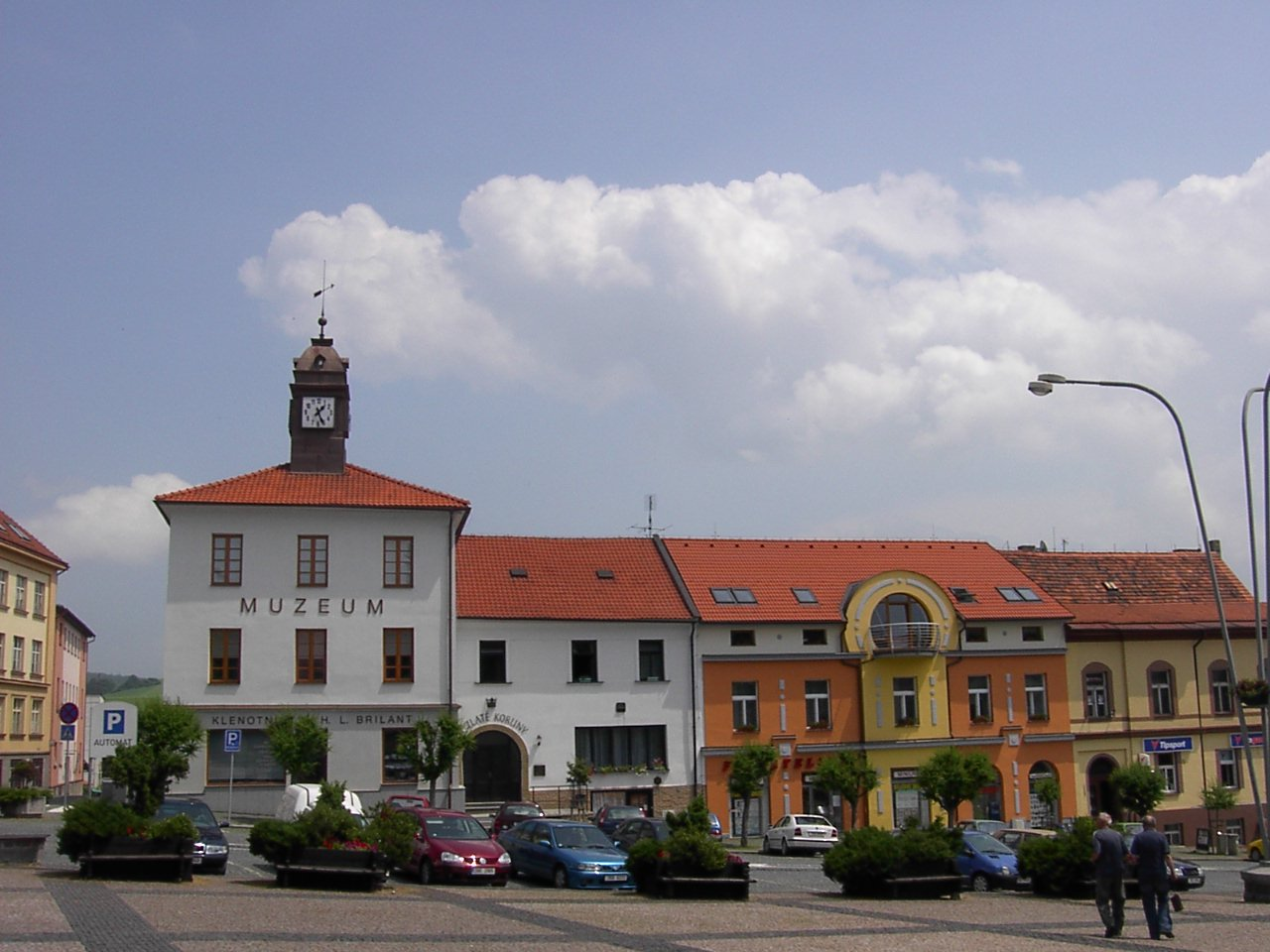
Musée de Sedlčany.

## Population
Recensements ou estimations de la population de la commune dans ses limites actuelles :
| 1869* | 1880* | 1890* | 1900* | 1910* | 1921* |
| ----- | ----- | ----- | ----- | ----- | ----- |
| 4 428 | 4 492 | 4 572 | 4 583 | 4 351 | 4 330 |

| 1930* | 1950* | 1961* | 1970* | 1980* | 1991* |
| ----- | ----- | ----- | ----- | ----- | ----- |
| 4 108 | 3 713 | 4 466 | 5 462 | 7 585 | 7 959 |

| 2001* | 2014  | 2015  | 2016  | 2017  | 2018  |
| ----- | ----- | ----- | ----- | ----- | ----- |
| 7 846 | 7 423 | 7 339 | 7 282 | 7 227 | 7 147 |

| 2019  | 2020  | 2021  | 2023  | 2024  | - |
| ----- | ----- | ----- | ----- | ----- | - |
| 7 080 | 7 029 | 6 922 | 6 833 | 6 811 | - |

## La ville
Le centre-ville est composé de la place T. G. Masaryk, avec l'ancien hôtel-de-ville (devenu musée municipal), le nouvel hôtel-de-ville néo-renaissance et le magasin "Rozvoj".

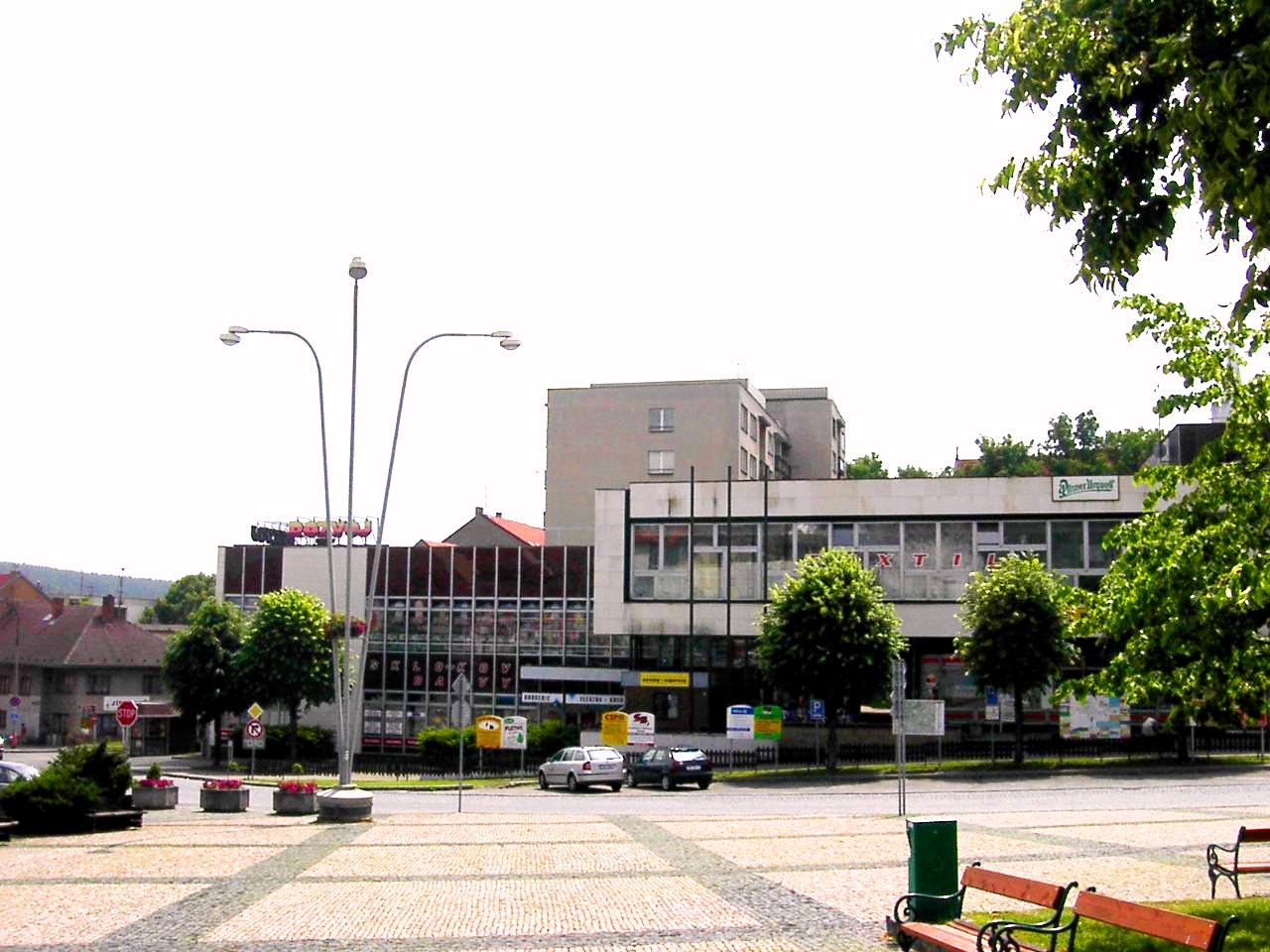
Le magasin "Rozvoj", sur le côté sud de la place.
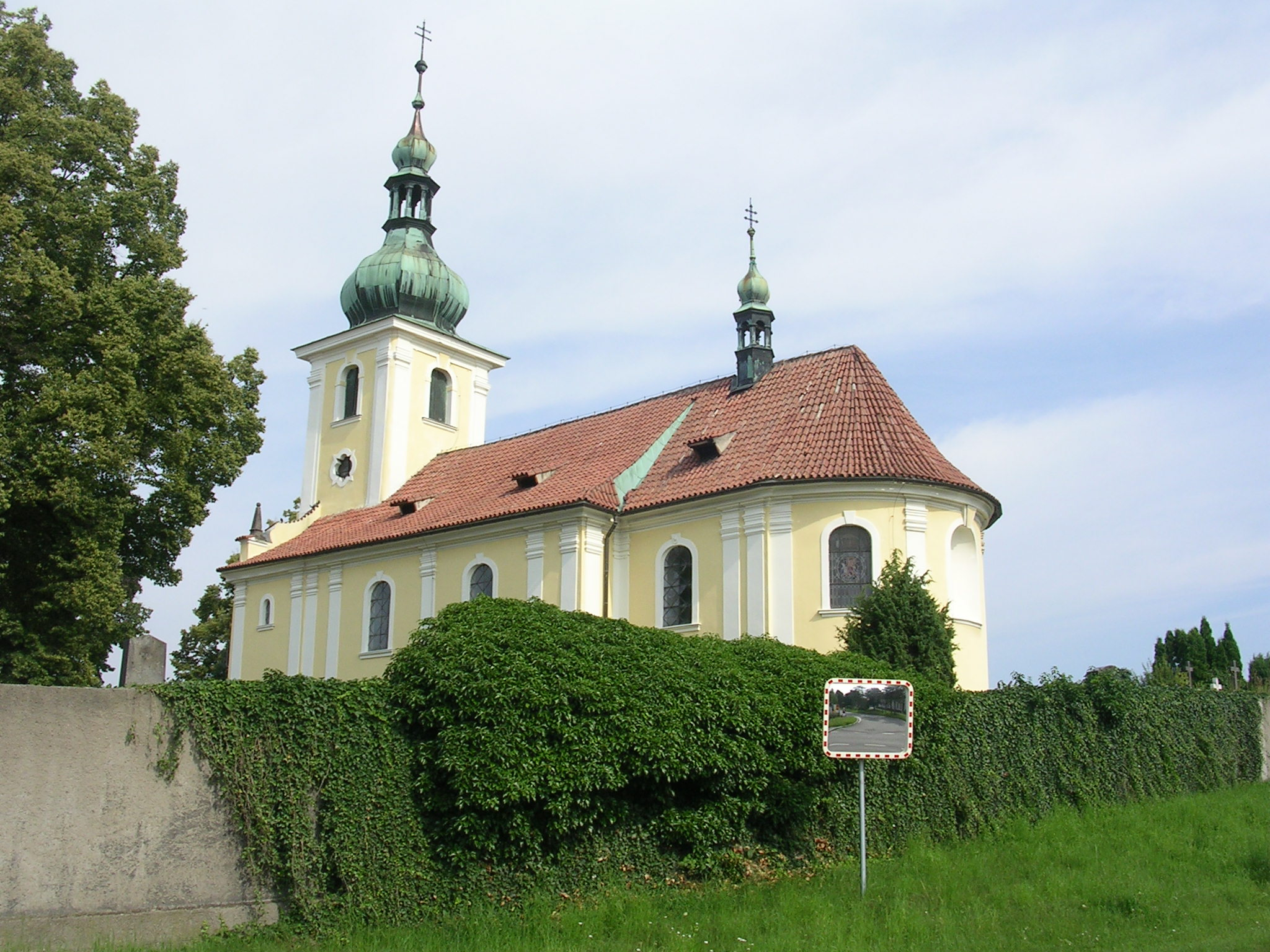
L'église baroque de l'Assomption (Církvička).

Au sud de la place se trouve l'église Saint-Martin.

## Personnalités
- Joseph Radetzky : maréchal autrichien (a inspiré la Marche de Radetzky de Johann Strauss)
- Jakub Krčín de Jelčan (1535–1604), architecte, paysagiste
- Josef Věnceslav Soukup (1819–1882), professeur, compositeur, peintre et expert chroniqueur
- William Holoubek (1859–1924), propriétaire d'usine et homme politique, maire de Sedlčany
- Karel Ladislav Kukla (1863-1930), écrivain et traducteur, né à Sedlčany
- František Bučil (1894–1955), prêtre catholique, doyen de Sedlčany condamnés pour actes de sabotage sous le régime communiste.
- Bohuslav Taraba (1894–1978), compositeur tchèque, peintre, auteur et éditeur
- Josef Suk (1874–1935), compositeur ayant séjourné à Sedlčany
- Miroslav Plavec (1925–2008), un des plus importants astronomes tchèques du XXe siècle
- Karel Baxa (1862-1938), avocat, homme politique, maire de Prague
- Bohumil Baxa (1874-1942), avocat et homme politique

## Randonnées
Sur le territoire de la ville se croisent de nombreuses pistes :
Randonnées à vélo
- Prague - Neveklov - Kosovo Hora - Červený Hrádek - Sedlec-Prčice - Tábor (piste 11)
- Sedlčany - Krásná Hora nad Vltavou - Milešov - Dolní Líšnice (piste 111)
- Sedlčany - Příčovy - Dublovice - Chramosty (piste 8133)
- Prosenická Lhota - Sedlčany (piste 8136)

Randonnées pédestres
- Sedlčany - Příčovy - Chlum - Hrazany (sentier balisé en rouge)
- Milevsko - Petrovice - Vysoký Chlumec - Sedlčany - Křečovice - Neveklov (sentier balisé en rouge)
- Kosova Hora - Sedlčany (sentier balisé en bleu)
- Jesenice - Libíň - Sedlčany (sentier balisé en vert)

## Jumelage
- Taverny, France

## Référence
1. ↑  (cs) Résultats des élections municipales de 2022.
2. ↑  (cs) Site municipal : maire (starosta) et membres du conseil municipal..
3. ↑  (cs) Population des communes de la République tchèque au 1er janvier 2024.
4. ↑  Distances à vol d'oiseau ou distances orthodromiques.
5. ↑  D'après geoportal.gov.cz.
6. ↑  (cs) Site municipal : histoire de la commune.
7. ↑  Český statistický úřad, Historický lexikon obcí České republiky 1869–2005, vol. I, Prague, Český statistický úřad, 2006, pp. 176-177 ; de 1869 à 1910, les recensements organisés par l'empire d'Autriche-Hongrie sont officiellement datés du 31 décembre de l'année indiquée. — À partir de 2014, population des communes de la République tchèque au 1er janvier, sur le site de l'Office tchèque de statistique (Český statistický úřad).
8. ↑  « Balisage en Europe », sur Fédération européenne de la randonnée pédestre, 2013 (consulté le 9 septembre 2016)